# هانتینگدن (کبک)

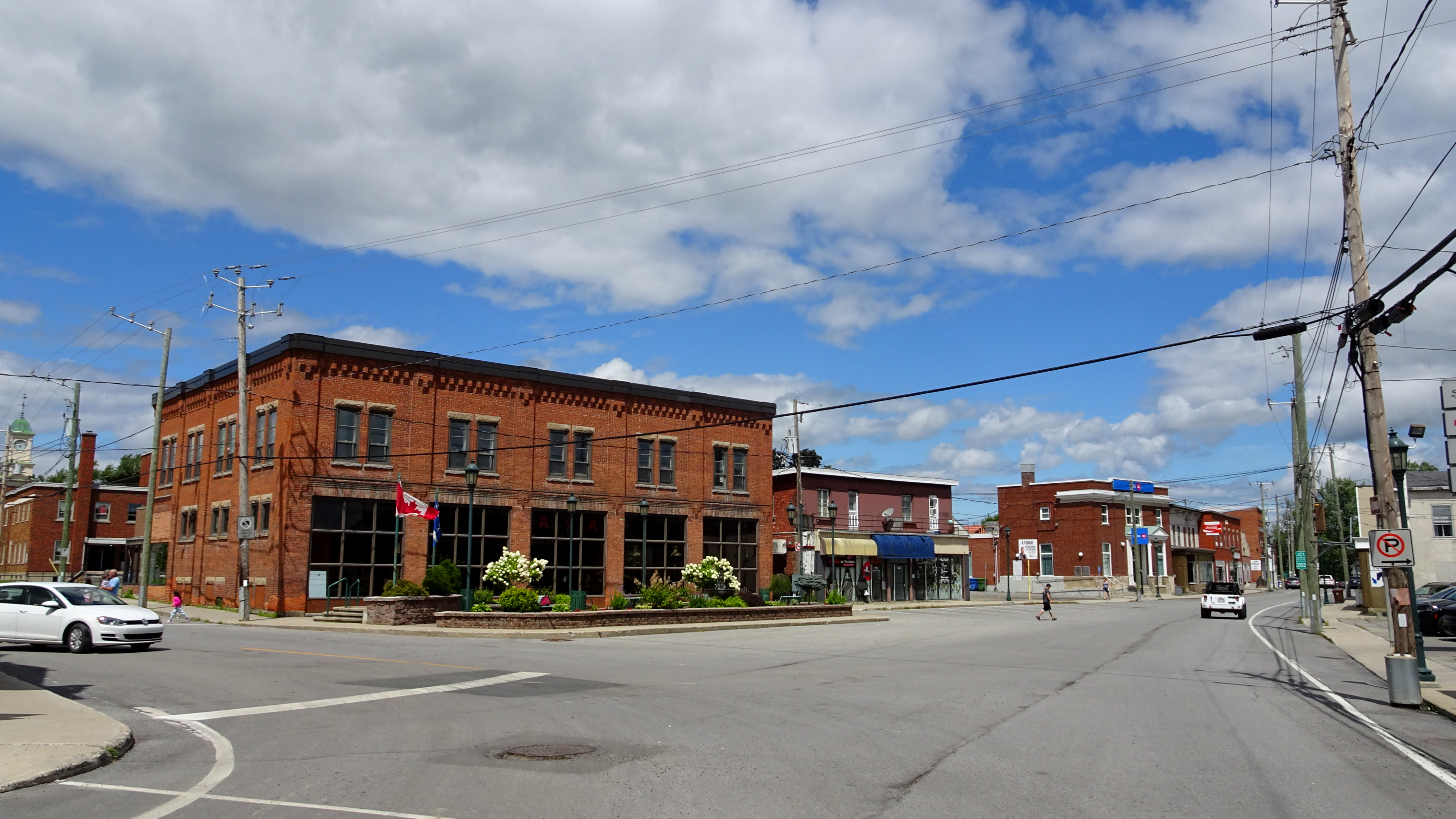
نمایی از شهرک هانتینگدن در منطقه شهری لو او-سن-لوران ناحیه مونترژی/ ۲۰۲۳

هانتینگدن (به فرانسوی: Huntingdon) شهرکی در منطقه شهری لو او-سن-لوران ناحیه مونترژی در استان کبک کانادا است. در سرشماری سال ۲۰۱۱ این شهرک ۲٬۶۹۵ نفر جمعیت داشته‌است و مساحت آن ۲٫۵۸ کیلومتر مربع است.